# Synchirus gilli
Synchirus gilli är en fiskart som beskrevs av Bean, 1890. Synchirus gilli ingår i släktet Synchirus och familjen simpor. Inga underarter finns listade i Catalogue of Life.